# Sowjetisch-Litauischer Beistandsvertrag

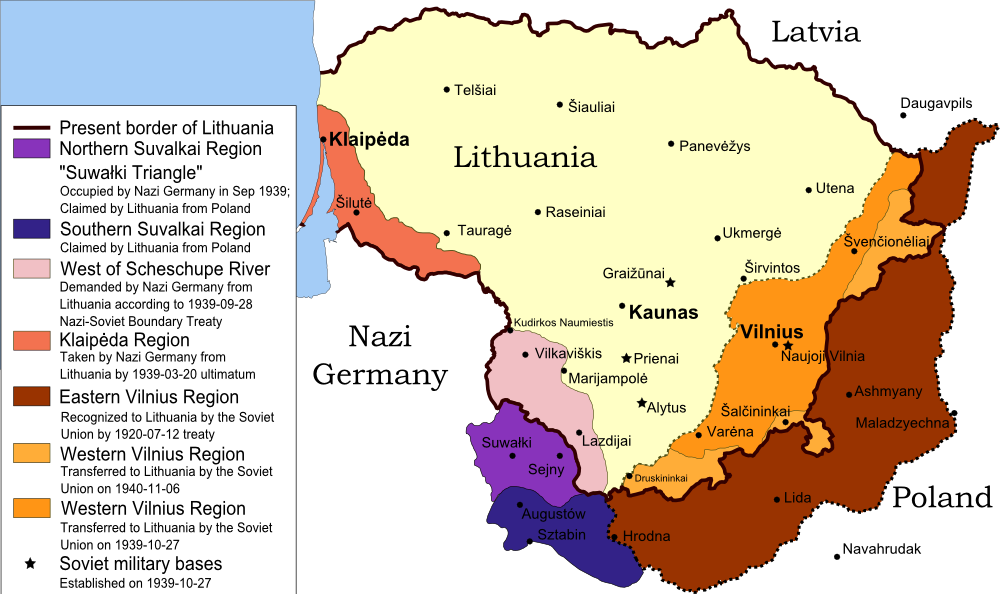
Territoriale Änderungen des litauischen Staatsgebiets 1920–1940: Heutige Grenze Litauens (seit 1940/1945/1991) Grenze des Vilnius-Gebietes: polnisches Gebiet; durch Litauen beansprucht (basierend auf dem Sowjetisch–Litauischen Friedensvertrag von 1920); durch die Sowjetunion im Gefolge des Hitler-Stalin-Pakts im September 1939 annektiert Sowjetische Militärbasen in Litauen, eingerichtet in Folge des Sowjetisch–Litauischen Beistandsvertrages, unterzeichnet am 10. Oktober 1939

Der Sowjetisch-Litauische Beistandsvertrag (Litauisch: Lietuvos-Sovietų Sąjungos savitarpio pagalbos sutartis, Russisch: советско-литовский договор о взаимопомощи) war ein völkerrechtlicher Vertrag zwischen Litauen und der Sowjetunion (UdSSR), der am 10. Oktober 1939 unterzeichnet wurde. Nach den Bestimmungen des Vertrages erhielt Litauen etwa ein Fünftel der historischen Region Vilnius, einschließlich der alten Hauptstadt Vilnius, im Gegenzug wurde die Einrichtung von fünf sowjetischen Militärstützpunkten mit insgesamt 20.000 Soldaten in Litauen gestattet. Im Wesentlichen ähnelte der Vertrag mit Litauen den Verträgen, die die Sowjetunion am 28. September 1939 mit Estland und am 5. Oktober 1939 mit Lettland unterzeichnet hatte. Der Vertrag leitete die im Juni 1940 erfolgende sowjetische Besetzung Litauens ein, mit der Litauen als Litauische Sozialistische Sowjetrepublik in die UdSSR eingegliedert wurde.

## Hintergrund
Am 16. Februar 1918 erklärte Litauen seine Unabhängigkeit vom Russischen Reich. Nach dem litauisch-sowjetischen Krieg wurde am 12. Juni 1920 ein sowjetisch-litauischer Friedensvertrag unterzeichnet. Die Sowjetunion erkannte die Unabhängigkeit Litauens und sein Recht auf die Region Vilnius an. Die Region wurde auch von Polen beansprucht und fiel nach der Meuterei von Żeligowski im Oktober 1920 unter dessen Kontrolle. 1922 wurde Vilnius durch den Friedensvertrag von Riga an Polen angeschlossen. Die Litauer weigerten sich, die polnische Kontrolle anzuerkennen, und beanspruchten während der gesamten Zwischenkriegszeit weiterhin die Kontrolle über Vilnius. Die Sowjetunion unterstützte die litauischen Ansprüche gegenüber Polen und 1926 wurde ein sowjetisch-litauischer Nichtangriffspakt unterzeichnet, der später bis 1944 verlängert wurde.
Am 23. August 1939 unterzeichneten die Sowjetunion und NS-Deutschland den Molotow-Ribbentrop-Pakt und teilten Osteuropa in Einflusssphären auf. Gemäß den geheimen Zusatzprotokollen des Pakts wurden große Teile Polens der deutschen Einflusssphäre zugewiesen, während die baltischen Staaten im Kriegsfall den Sowjets zugeteilt wurden. Als die Rote Armee nach dem Überfall der Wehrmacht auf Polen am 1. September 1939 am 17. September im Osten Polens einmarschierte, übernahmen sowjetische Truppen auch die Region Vilnius, die gemäß den sowjetisch-litauischen Verträgen von 1920 und 1926 Litauen zugestanden wurde. Am 28. September 1939 unterzeichneten Deutschland und die UdSSR den Grenz- und Freundschaftsvertrag, in dem festgelegt wurde, dass Deutschland als Entschädigung für die von Deutschland besetzten polnischen Gebiete Litauen mit Ausnahme eines kleinen Gebiets in Suvalkija an die sowjetische Einflusssphäre abtreten würde. Der Gebietsaustausch war auch durch die sowjetische Kontrolle über Vilnius motiviert: Die Sowjetunion konnte Vilnius als Verhandlungsmasse nutzen und so erheblichen Einfluss auf die litauische Regierung ausüben, da diese Vilnius als ihre de jure Hauptstadt beanspruchte.

## Der Vertrag

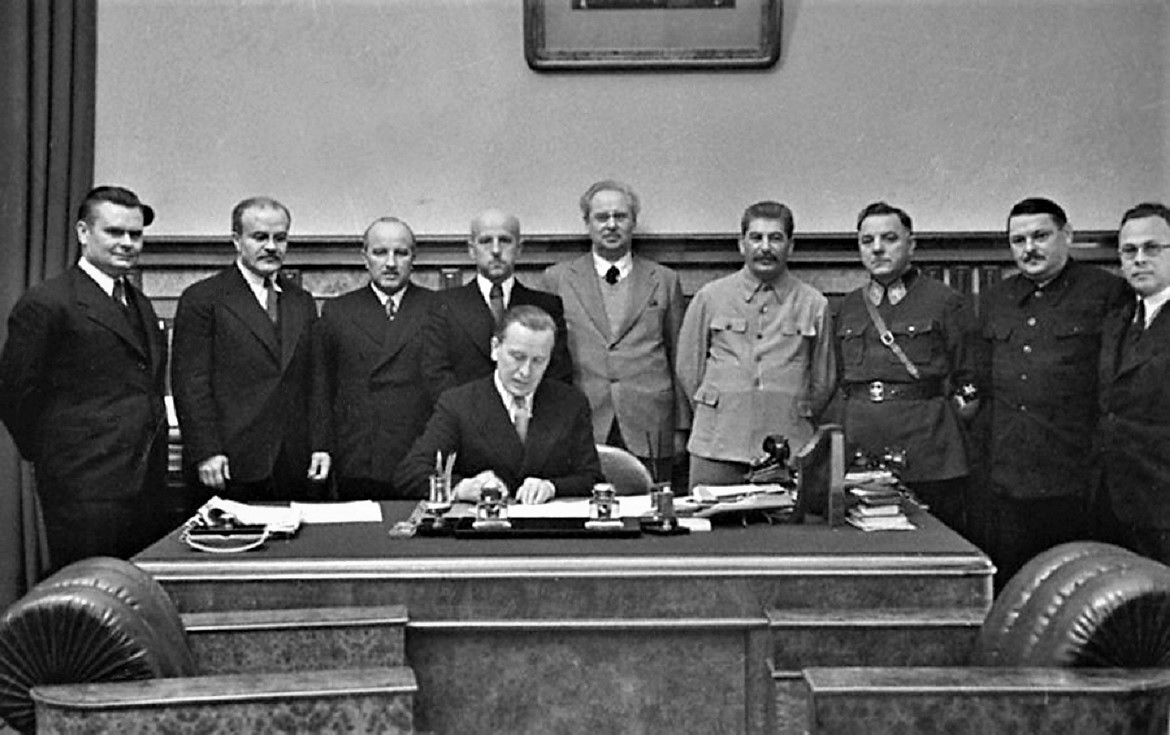
Unterzeichnung des Vertrags in Moskau durch den damaligen litauischen Außenminister Juozas Urbšys; im Hintergrund der sowjetische Außenminister Molotow (2. v. li.) und Josef Stalin (4. v. re.)

Die Sowjetunion setzte Litauen unter Druck, einen Vertrag über die Stationierung sowjetischer Truppen auf seinem Territorium zu akzeptieren. Sollte Litauen sich weigern, drohten die Sowjets mit einem Anschluss Litauens an die Weißrussische Sozialistische Sowjetrepublik. Laut dem litauischen Brigadegeneral Kazys Musteikis sagte der litauische Außenminister Juozas Urbšys, dass die Litauer die Region Vilnius und die russischen Garnisonen ablehnten, doch der durch die deutsche Bedrohung nervöse Stalin antwortete: „Egal, ob ihr Vilnius nehmt oder nicht, die russischen Garnisonen werden so oder so nach Litauen kommen“.
Nach Verhandlungen wurde am 10. Oktober 1939 ein Vertrag unterzeichnet, der Litauen die Region Vilnius übertrug. Im Gegenzug durften die Sowjets 20.000 Truppen nach Litauen entsenden (ursprünglich hatte Stalin die Entsendung von 50.000 Soldaten gefordert).
Der Vertrag über den gegenseitigen Beistand enthielt neun Artikel:
- Artikel I: Abtretung von Teilen der Region Vilnius und der Stadt Vilnius an Litauen
- Artikel II: Gegenseitiger Beistand im Falle eines Angriffs
- Artikel III: Die Sowjetunion leistet der litauischen Armee Hilfe in Form von Munition und Ausrüstung
- Artikel IV: Die Sowjetunion erhält das Recht, ihre Truppen in Litauen zu stationieren. Die Standorte der Stützpunkte werden durch einen separaten Vertrag festgelegt.
- Artikel V: Koordinierte Aktionen im Falle eines Angriffs
- Artikel VI: Vereinbarung, sich nicht an Bündnissen gegen die andere Partei zu beteiligen
- Artikel VII: Die Souveränität Litauen wird durch diesen Vertrag nicht berührt.
- Artikel VIII: Die Artikel II bis VII gelten für einen Zeitraum von 15 Jahren mit einer automatischen Verlängerung um weitere 10 Jahre (die Übertragung von Vilnius gilt dauerhaft)
- Artikel IX: Datum des Inkrafttretens

## Folgen

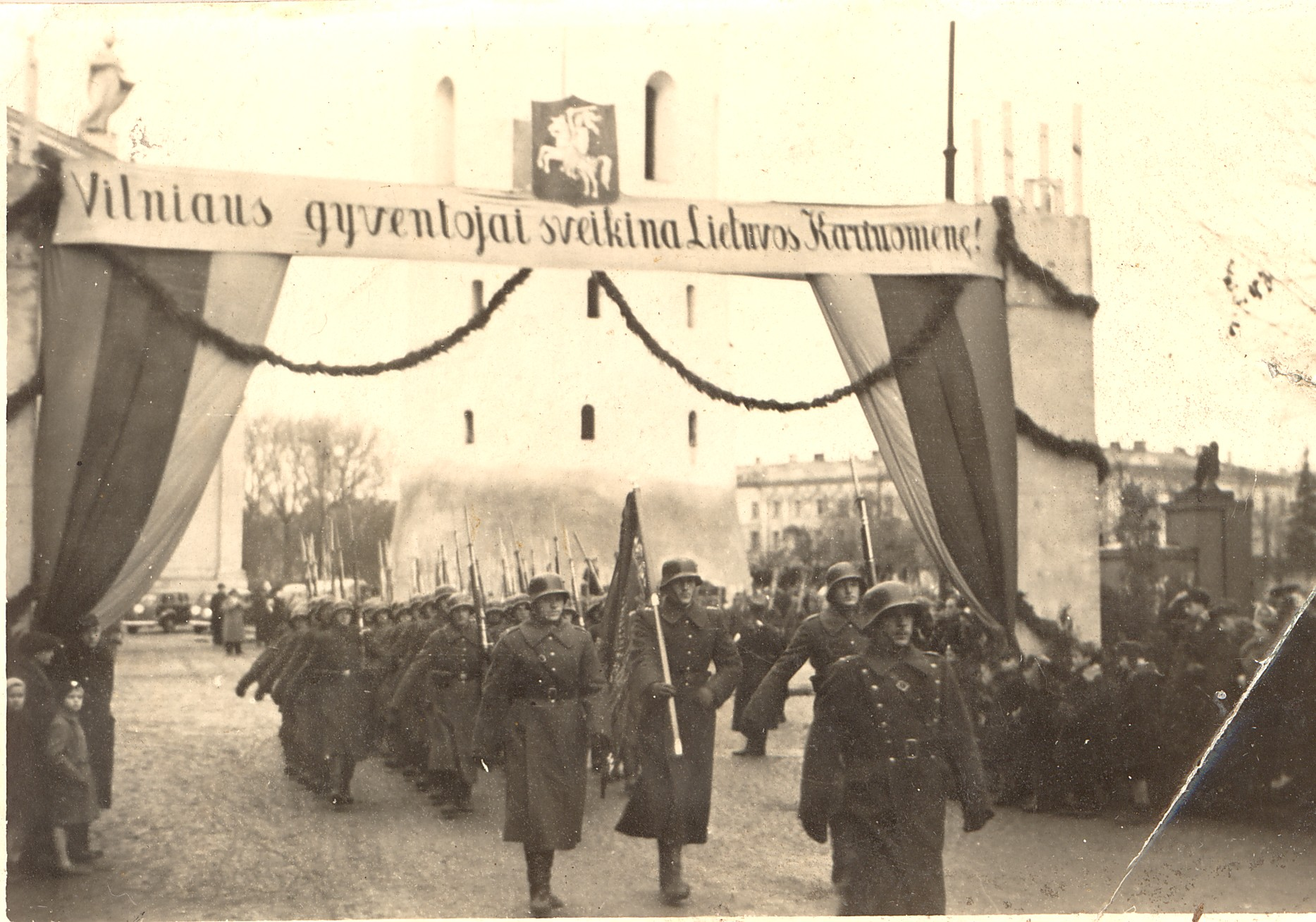
Parade litauischer Truppen in Vilnius (1939)

Die Polnische Exilregierung protestierte gegen den Vertrag, da Vilnius vor der sowjetischen Besetzung Ostpolens ein Teil Polens gewesen war. Auch Frankreich und das Vereinigte Königreich verurteilten als Verbündete Polens den Vertrag. Am 28. Oktober rückte die litauische Armee zum ersten Mal seit 1920 wieder in Vilnius ein. Vor der Übergabe der Stadt an die Litauer raubten die Sowjets alle Wertgegenstände und Industrieanlagen und transportierten sie in die Sowjetunion. Die Polen in Vilnius lehnten die Übergabe ab, und sobald die Sowjetarmee Vilnius verlassen hatte, brachen antilitauische Unruhen aus, in denen die Litauer des Verrats beschuldigt wurden. Weißrussische Aktivisten, die sich für die Eingliederung von Vilnius in die Weißrussische Sozialistische Sowjetrepublik einsetzten, wurden von den sowjetischen Behörden verhaftet, deportiert oder hingerichtet. Der Anschluss machte ihre nationalen Bestrebungen zunichte, Belarus als Nachfolger des ehemaligen Großfürstentums Litauen zu positionieren.
Nach dem Abschluss des Vertrags wurde Litauen ein sowjetischer Satellitenstaat und konnte keine unabhängige Außenpolitik mehr verfolgen. Anfangs respektierten die Sowjets die litauische Unabhängigkeit, da sie mit dem Winterkrieg gegen Finnland beschäftigt waren. Nach dem Ende des Kriegs nahm Stalin das Baltikum in den Blick. Nach Monaten intensiver Propaganda und diplomatischen Drucks stellten die Sowjets am 14. Juni 1940 ein Ultimatum – am selben Tag, an dem sich die Aufmerksamkeit der Weltöffentlichkeit auf den Fall von Paris während der Schlacht um Frankreich richtete. Die Sowjets warfen Litauen vor, den Vertrag zu verletzen und russische Soldaten aus ihren Stützpunkten zu entführen. Dieser Vorwand wurde genutzt, um in Litauen eine Marionettenregierung zu installieren. Die ausgerufene Litauische Sozialistische Sowjetrepublik wurde am 3. August 1940 in die Sowjetunion eingegliedert.